# Magdalena Piñeyro Bruschi
Magdalena Piñeyro Bruschi   (Montevideo, 1986) és una filòsofa i teòrica feminista canària d'origen uruguaià, i cofundadora del lloc web Stop Gordofobia.

## Obra publicada
- Stop gordofobia y las panzas subversas, Zambra/Baladre, 2016. ISBN 978-84-943374-8-2[3]
- 10 gritos contra la gordofobia, Vergara, 2019. ISBN 978-84-17664-24-4[4]